# IGoogle
iGoogle (anteriormente: Página principal personalizada de Google), fue servicio de Google, es una página de inicio personalizable basada en AJAX, similar a Netvibes, Pageflakes, Mi Yahoo! y Windows Live Personalized Experience. En un principio se puso en marcha en mayo de 2005. Sus características incluyen la capacidad de añadir web feeds y Google Gadgets (similares a las disponibles en Google Desktop).
Posteriormente fue renombrado y ampliado el 30 de abril de 2007. Estuvo disponible en diferentes y variadas versiones de Google (42 idiomas, más de 70 nombres de dominio de país, a partir del 17 de octubre de 2007).
En abril de 2008 Google adoptó iGoogle como su página principal.
Se dejó de estar disponible para móviles el 31 de julio de 2012 y para computadoras el 1 de noviembre de 2013.
El servicio de este sitio web cerró el 8 de enero de 2014.

## Contenido
iGoogle soportaba el uso de gadgets especialmente desarrollados para mostrar el contenido a un usuario de la página. Los gadgets interactuaban con el usuario y utilizaban las API de Google Gadgets. Estos podían colocarse en distintas pestañas dentro de iGoogle. Algunos gadgets para Google Desktop también podían ser utilizados dentro de iGoogle. La API de Google Gadgets es pública y permite a cualquiera desarrollar un gadget para cualquier necesidad.
- Framed photo - muestra diferentes fotos.
- GoogleGram - creación de mensajes especiales diarios.
- Daily Me - muestra el humor y el estado emocional del usuario.
- Free Form - permite al usuario introducir texto e imagen a elección del usuario.
- YouTube Channel - muestra videos de un determinado canal de YouTube.
- Personal List - permite al usuario crear una lista de ítems.
- Countdown - cronómetro
- HTML y URL gadgets

## Temas
Con iGoogle, los usuarios podían seleccionar temas únicos de la página principal de Google. Algunos de los temas estaban animados en función de las condiciones meteorológicas, el clima en su ciudad (requiere que el usuario coloque su ciudad previamente), y así sucesivamente. En abril de 2008 Google comenzó a ofrecer una selección de temas de artistas profesionales.

## Optimización del servicio
En septiembre de 2008, Google permitió a los desarrolladores miembros de Google Sandbox probar la nueva beta del servicio. Esta nueva versión mejora la interfaz y agiliza el sistema AJAX.

## Desaparición
De acuerdo con decisiones de la empresa propietaria Google Inc., el 3 de julio de 2012 se confirmó la desaparición de iGoogle a partir del 1 de noviembre de 2013, Google declaró que esta decisión se tomó por la innecesidad del servicio que se ha dado paulatinamente desde la aparición de aplicaciones con plataformas modernas como Android y el servicio similar que prestaba el navegador Google Chrome. De igual manera, la versión para móviles de este servicio desapareció el día 31 de julio de 2012.
El servicio de este sitio web cerró el 8 de enero de 2014.